# Stefan Rosenbauer
Stephan „Stefan” Rosenbauer (ur. 24 marca 1896 w Biberach an der Riß, zm. 18 sierpnia 1967 w Rio de Janeiro) – niemiecki florecista i szpadzista pochodzenia żydowskiego, brązowy medalista igrzysk olimpijskich i dwukrotny medalista mistrzostw świata. 
Na igrzyskach olimpijskich w Berlinie w 1936 roku reprezentacja III Rzeszy w składzie: Siegfried Lerdon, August Heim, Julius Eisenecker, Erwin Casmir, Stefan Rosenbauer i Otto Adam zdobyła brązowy medal we florecie drużynowym. Był to jego jedyny start olimpijski.
Podczas mistrzostw świata w Warszawie w 1934 roku (oficjalnie imprezy tego cyklu rozgrywane są pod tą nazwą od 1937), razem z Erwinem Casmirem, Juliusem Eiseneckerem i Augustem Heimem zdobył brązowy medal we florecie drużynowym. Na rozgrywanych rok później mistrzostwach świata w Lozannie w 1935 roku wspólnie z kolegami z reprezentacji zdobył brązowy medal w szpadzie drużynowej.
W latach 1931 i 1932 zdobywał mistrzostwo kraju w szpadzie indywidualnej, a w 1933 był najlepszy we florecie indywidualnym. Z uwagi na pochodzenie i sytuację polityczną w Niemczech w 1939 roku wyemigrował do Brazylii, gdzie zajmował się fotografią. W latach 1939–1954 uczył szermierki w klubie Fluminense.